# جون برينر
جون برينر (بالإنجليزية: John Brenner) هو منافس ألعاب قوى أمريكي، ولد في 4 يناير 1961.

## وصلات خارجية
- جون برينر على موقع الاتحاد الدولي لألعاب القوى (الإنجليزية)